# عديلة بننجي-زو
عديلة بننجي-زو (بالفرنسية: Adila Bennedjaï-Zou) هي كاتبة سيناريو ومخرجة أفلام وثائقية للسينما والتلفزيون والإذاعة.
هي أيضا منتجة إذاعية في إذاعة فرنسا الثقافية منذ 2015.

## السيرة
ولدت عديلة في 1973 في تيزي وزو. كتبت عديلة سيناريوهات لأفلام روائية ووثائقية، ولا سيما لقناة فرانس تيلفيزيون منذ 2002. تكشف إبداعاتها المستوحاة من الحقائق التاريخية عن مصائر أشخاص مجهولين؛ ساهموا في صنع التاريخ العظيم.
انضمت عديلة إلى فريق عرض وبث على إذاعة فرنسا الثقافية، في 2015، حيث تطرح إبداعاتها الصوتية وتساؤلات حول قضايا اجتماعية عالمية.
تم قبولها في فيلا ميديشي التابعة للأكاديمية الفرنسية في روما خلال موسم 2020/2021. حصلت العديد من أعمالها على جوائز.

## روابط خارجية
- عديلة بننجي-زو على موقع أفريكولتوريس
- عديلة ببنجي-زو على موقع المحدد المعياري الدولي للأسماء